# هرمان سیم
هرمان سیم (متولد ۲۹ مه ۱۹۴۷) رئیس سابق اداره امنیت وزارت دفاع استونی و یک جاسوس محکوم شده روس است.
پرونده سیم اولین پرونده از زمان استقلال مجدد استونی در سال ۱۹۹۱ بود که در آن یک مأمور واقعی شناسایی، محاکمه و به جرم خیانت محکوم شد.

## حرفه و جاسوسی
سیم در سور-جانی متولد شد و در سال ۱۹۷۰ به عنوان افسر شبه‌نظامی به وزارت کشور شوروی پیوست و تا سال ۱۹۹۱ در جمهوری سوسیالیستی استونی خدمت کرد و به درجه سرهنگی رسید. پس از استقلال استونی، که در طی آن نقش مهمی در سازماندهی مقاومت استونی در برابر تجاوز نظامی روسیه ایفا کرد، سمت‌های مختلفی را در وزارت کشور و هیئت پلیس، از جمله مدیرکل هیئت، بر عهده داشت و در سال ۱۹۹۵ به عنوان رئیس دفتر تحلیل اطلاعات اداره سیاست دفاعی، کار خود را در وزارت دفاع آغاز کرد. در سال ۲۰۰۱، او به عنوان رئیس اداره تازه تأسیس حفاظت از اسرار دولتی معروف به اداره امنیت ملی (استونیایی: Riiklik Julgeolekuamet منصوب شد) و مسئول حفاظت از تمام ارتباطات طبقه‌بندی‌شده بین استونی و متحدانش بود. سیم به عنوان رئیس اداره امنیت وزارت دفاع، وظیفه هماهنگی حفاظت از اسرار دولتی را بر عهده داشت. این اداره همچنین مسئول صدور دسترسی به اطلاعات طبقه‌بندی‌شده و مدیریت داده‌های سازمان‌های بین‌المللی، از جمله ناتو، اتحادیه اروپا و سایر شرکای دفاعی استونی است. او همچنین در طراحی سیستم‌های حفاظت از اطلاعات اتحادیه اروپا و ناتو مشارکت داشت.
در ۲۱ سپتامبر ۲۰۰۸، سیم به همراه همسرش هیته سیم به ظن جمع‌آوری غیرقانونی و انتقال اطلاعات طبقه‌بندی‌شده به یک دولت خارجی ناشناس دستگیر شد.
اعتقاد بر این است که خسارات وارده توسط هرمان سیم به امنیت استونی محدود نشده است. از سال ۲۰۰۱ تا ۲۰۰۶، سیم مرتباً برای مذاکره در مورد توافق‌نامه‌های حفاظت از اطلاعات طبقه‌بندی شده با کشورهای عضو ناتو و اتحادیه اروپا به خارج از کشور سفر می‌کرد. هرمان سیم همچنین در توسعه امنیت اطلاعاتی با ناتو و اتحادیه اروپا مشارکت داشت، جایی که از سایر کشورها دعوت می‌کرد تا سیستم‌های امنیتی خود را بررسی کنند. در ژوئن ۲۰۰۳، برای او گذرنامه دیپلماتیک صادر شد که به حاملان اطلاعات طبقه‌بندی شده ارائه می‌شد. در نوامبر ۲۰۰۶، هرمان سیم از سمت رئیس اداره حفاظت از اسرار دولتی استعفا داد، اما به عنوان مشاور وزیر دفاع به کار خود ادامه داد و دسترسی به اطلاعات طبقه‌بندی شده را حفظ کرد.

## تحقیق و محکومیت
این پرونده جنایی توسط دفتر دادستانی عمومی استونی و هیئت پلیس امنیتی که با هیئت اطلاعات و وزارت دفاع همکاری می‌کنند، رسیدگی شد. (طبق قانون مجازات، خیانت به کشور مجازات حبس از سه تا پانزده سال را دارد)
در ۶ نوامبر ۲۰۰۸، دفتر دادستانی استونی برخی از اسناد تحقیقات را منتشر کرد که طبق آن، رابط سیم ممکن است یک افسر سرویس اطلاعات خارجی (روسیه) بوده باشد که از هویت جعلی یک شهروند اتحادیه اروپا استفاده می‌کرده است.
در ۲۵ فوریه ۲۰۰۹، سیم به جرم خیانت اعتراف کرد و به دوازده سال و نیم حبس و پرداخت ۲۰٬۱۵۵٬۰۰۰ کرون سوئد (۱٬۲۸۸٬۰۰۰ یورو) غرامت محکوم شد.
دادگاه شهرستان هارجو مشخص نکرد که سیم این اطلاعات محرمانه را به کدام کشور تحویل داده است؛ اما دادستان کل، نورمن آس، گفت که سیم از سال ۱۹۹۵ تا زمان دستگیری‌اش در سال ۲۰۰۸، «اطلاعات طبقه‌بندی‌شده استونی و ناتو را جمع‌آوری و به سرویس اطلاعات خارجی روسیه ارسال کرده است». آس همچنین گفت: «او اطلاعات شخصی برخی از افراد استونیایی را منتقل کرده است، چیزی که ممکن است به منافع استونی آسیب برساند.»
به‌طور غیررسمی ادعا شده است که استونی توسط یک کشور دیگر مطلع شده است. رایوو آئگ، رئیس پلیس امنیتی، گفت که سیم سالی سه یا چهار بار در حداقل ۱۵ کشور اروپایی با رابطان سرویس اطلاعات خارجی (روسیه) خود، که به عنوان والری زنتسوف و سرگئی یاکوولف شناسایی شده‌اند، ملاقات می‌کرد. آئگ همچنین گفت که حکم بازداشت بین‌المللی برای دومی صادر شده است، که با هویت جعلی پرتغالی به عنوان آنتونیو د خسوس آمورت گراف نیز شناخته می‌شود.

## ورشکستگی
در ۲۳ مارس ۲۰۰۹، سیم درخواست ورشکستگی شخصی کرد. سیم ارزش کل دارایی‌های نقدشونده خود را ۵٫۴ میلیون کرون سوئد (تقریباً ۳۴۰٬۰۰۰ یورو) تخمین زده است، اما وزارت دفاع (که توسط دادگاه‌ها تأیید شد) ادعا کرد که کل دارایی‌ها ۲۱٫۶ میلیون کرون سوئد است و سیم ۲٫۱ میلیون کرون سوئد به یک بانک ناشناس بدهکار است. دادگاه، لی مورسو را به عنوان متولی موقت سیم منصوب کرد و تاریخ جلسه رسیدگی به ورشکستگی را ۱۷ آوریل ۲۰۰۹ تعیین کرد. در همین حال، سیم از فروش هرگونه دارایی خود بدون اجازه متولی منع شده است.
روند ورشکستگی سیم به دلیل فقدان توافق پیش از ازدواج بین هرمان سیم و همسرش هیت سیم پیچیده است.
در ۲۳ آوریل ۲۰۰۹، دادگاه شهرستان هارجو درخواست ورشکستگی سیم را پذیرفت و سیم را ورشکسته اعلام کرد.

## پیامدهای سیاسی
در ۲۹ آوریل ۲۰۰۹، ناتو دستور اخراج دو دیپلمات روسی را صادر کرد، که به گفته فایننشال تایمز تلافی فعالیت‌های سیم بود. یکی از روس‌های اخراج شده پسر ولادیمیر چیژوف، سفیر روسیه در اتحادیه اروپا، بود. او و دیپلمات دیگر که اخراج شد، به نمایندگی روسیه در ناتو وابسته بودند و گمان می‌رود که به عنوان مأمور اطلاعاتی مخفی کار می‌کردند.

## آزادی مشروط
دادگاه شهرستان تارتو با صدور حکمی در تاریخ ۵ دسامبر ۲۰۱۹، تصمیم به آزادی زودهنگام سیم با آزادی مشروط گرفت. دادگاه او را تا ۱۸ مارس ۲۰۲۱ به آزادی مشروط محکوم کرد. دادگاه خطر تکرار جرم او را پایین ارزیابی کرد و دریافت که دسترسی سیم به اطلاعات طبقه‌بندی‌شده‌ای که بالقوه برای کشورهای خارجی جالب است، فوق‌العاده محدود است. او در ۲۳ دسامبر ۲۰۱۹ از زندان تارتو آزاد شد.